# Chelsea Wolfe
Chelsea Joy Wolfe, née le 14 novembre 1983 à Roseville (Californie), est une chanteuse et compositrice américaine. Son mélange de styles, y compris gothique, folk, musique électronique, metal, et néofolk est décrit comme du drone-metal-art-folk.

## Biographie

### Enfance
Chelsea Wolfe grandit à Sacramento, en Californie, où elle évolue dans un univers musical grâce à son père qui joue dans un groupe de musique country et est propriétaire de son propre home studio. C'est avec un enregistreur huit-pistes qu'il lui a donné qu'elle enregistre ses premiers morceaux à l'âge de 9 ans. Elle les décrira plus tard comme « basically Casio-based gothy R&B songs ».

### Carrière
En 2006 Chelsea Wolfe enregistre Mistake in Parting, un album autoproduit aux orientations pop qu'elle trouve décevant. Dans une interview accordée en 2012, elle décrit ce premier essai comme « mauvais et embarrassant ». L'album n'est jamais officiellement publié, et Wolfe fait une pause dans la création musicale pendant quelques années. Elle vend un CDR EP[Quoi ?] intitulé Tour 2009 à des concerts. Un autre CDR, Soundtrack VHS / gold, est publié en 2010 par Jeune Ete records en édition limitée de 30 exemplaires. Des versions remixées de ce dernier sont brièvement mises en ligne sur la page Bandcamp de Wolfe sous le titre Soundtrack VHS II.
Chelsea Wolfe fait ses débuts officiels avec son album The Grime and the Glow (2010), paru chez Pendu Sound Recordings, un label de musique indépendant basé à New York.
Son deuxième album, Apokalypsis (2011), écrit Ἀποκάλυψις, lui vaut une certaine reconnaissance underground, ainsi que des critiques élogieuses, notamment dans Pitchfork et CMJ.

Wolfe fait de nombreuses tournées en Amérique du Nord et en Europe pour promouvoir les deux albums, et souffre de trac extrême, qu'elle réussit à surmonter. À ses débuts en live, Wolfe portait un voile noir sur son visage.

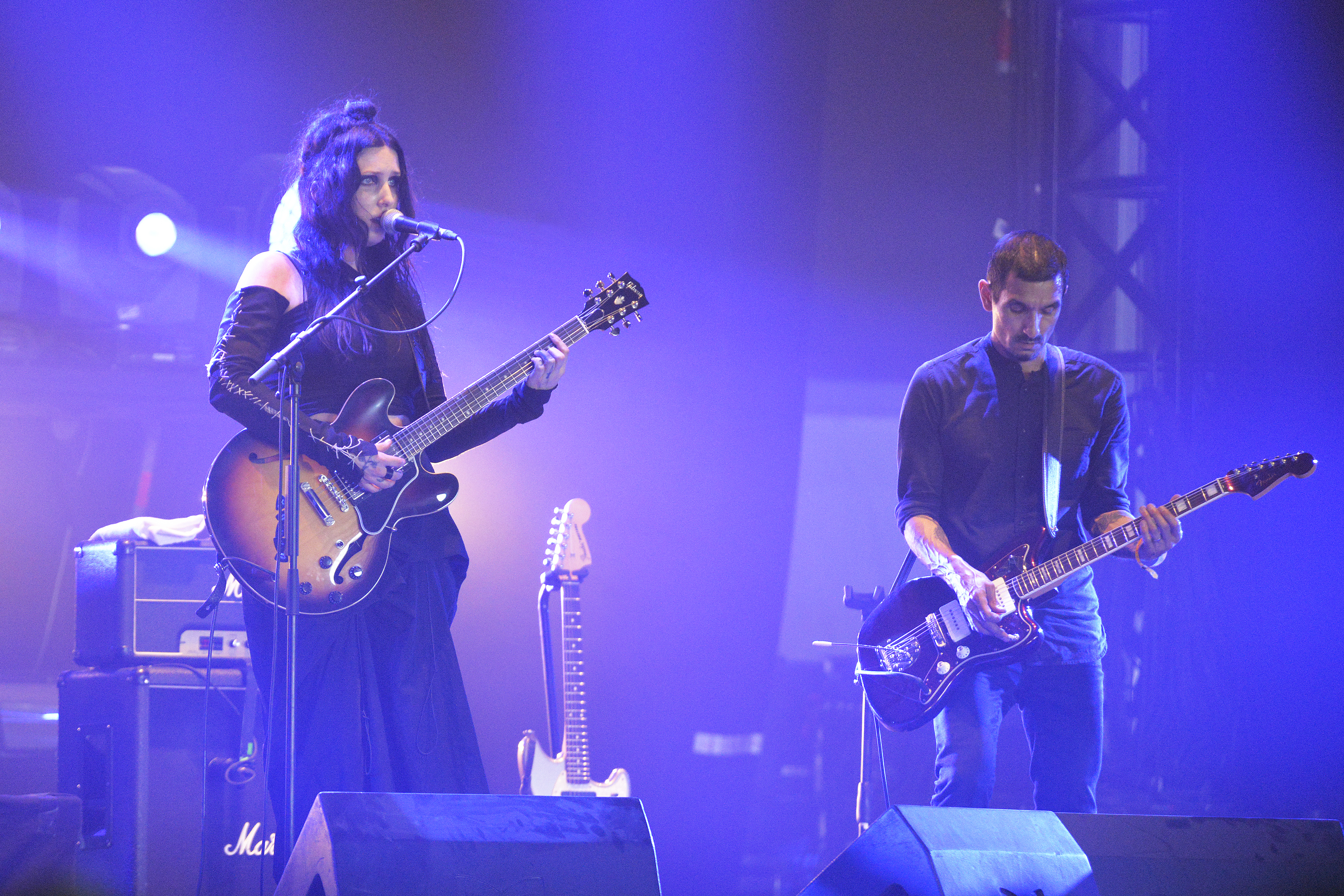
Chelsea Wolfe au Hellfest 2017.

En 2012, Wolfe fait des reprises de cinq chansons du groupe anarcho-punk britannique Rudimentary Peni, et les enregistrent sur A Tribute To Rudimentary Peni disponible en téléchargement gratuit le 17 février, via Pendu Sound. Elle réenregistre ensuite les chansons de Peni avec son groupe chez Southern Records.
Wolfe signe chez Sargent House Records en 2012 pour sortir son troisième album, Unknown Rooms: A Collection of Acoustic Songs, le 16 octobre 2012,; elle s'oriente vers un son plus folk, par opposition à ses débuts, qui ont été fortement centrés sur des guitares électriques bourdonnantes et distordues. L'album acoustique contient des « chansons autrefois orphelines », selon les mots de Wolfe. Le 28 juillet 2012, le premier single, « The Way We Used To », est révélé sur NPR. Le 20 septembre, le deuxième single, « Appalachia », est annoncé dans The Fader.
Le 28 septembre 2012, Wolfe sort un album live, Live at Roadburn, enregistré le 12 avril au Roadburn Festival à Tilbourg, aux Pays-Bas,. Quatrième album studio de Wolfe, Pain Is Beauty sort le 3 septembre 2013, ainsi qu'une bande-annonce de l'album, suivie d'une tournée nord-américaine . Au cours de 2013 et 2014, Wolfe sort deux singles avec King Dude, « Sing Songs Together... » et « Sing More Songs Together... ».
Wolfe contribue en tant que chanteuse secondaire au groupe de post-metal Russian Circles sur leur cinquième album studio, Memorial, sorti en octobre 2013. Wolfe et Russian Circles sont en tournée ensemble en Europe à la fin de 2013,.
En 2014, sa chanson « Feral Love » est utilisée dans la bande annonce de la quatrième saison de la série Game of Thrones et dans l'adaptation télévisée de 12 Monkeys. Elle a également publié un film Lone, mettant en vedette la musique de Pain Is Beauty et réalisé par Mark Pellington.

## Matériel
Chelsea Wolfe est connue pour jouer sur une guitare Taylor Guitars 716ce et une Fender Jaguar. Elle affirme avoir composé ses deux premiers albums sur la guitare classique de sa mère, à laquelle il manquait une cheville d'accord ; par conséquent, les cordes ont dû être accordées plus bas, ce qui est un élément de style qu’elle a continué à adopter pour les enregistrements en studio.

## Style musical et influences

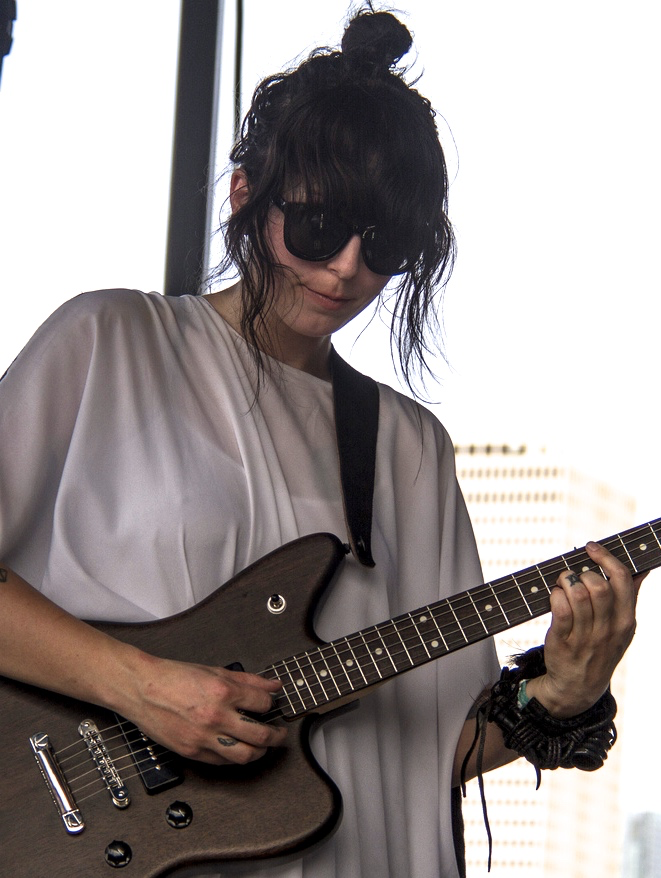
Chelsea Wolfe

Chelsea Wolfe mentionne un éventail d'artistes et de genres spécifiques comme influences, y compris le black metal et la musique folk scandinave, mais elle déclare : « Je vais avoir du mal à coller à un seul genre, et honnêtement je préfère cette façon de faire. Je préfère être libre d'expérimenter et de créer la musique qui me plaît plutôt que d'être facile à définir ». Divers critiques notent la présence d'éléments de doom metal, drone metal, black metal, rock gothique, folk et dark ambient dans sa musique. Wolfe a dit : « Je pense au fond que je voudrais avoir une de ces voix très rudes comme Kurt Cobain, alors peut-être que je compense avec la distorsion des guitares. »
Wolfe exprime une forte affinité pour le R&B citant Aaliyah comme une énorme influence sur sa carrière depuis son enfance. Elle affirme : « J'ai grandi en écoutant mon père jouer de la guitare tout en chantant des harmonies […] Enfant, je voulais enregistrer mes propres chansons. L'ambiance de ces premières chansons était un mélange de Aaliyah et de Fleetwood Mac, que j'écoutais mélangé avec ce que mes parents écoutaient. Age Ain't Nothing But a Number était ma chanson préférée à l'époque. »
Ses autres influences musicales incluent Vladimir Vyssotski, Selda Bagcan, Nick Cave, Hank Williams et Townes Van Zandt. Ses influences musicales les plus récentes sont Suicide, SPK, Burzum et diverses chansons des années 1920 et 1930.
Wolfe a également cité les éléments visuels du cinéaste Ingmar Bergman et de la photographe Nan Goldin comme influences, ainsi que les écrits de D.H. Lawrence et Ayn Rand. Cependant, le 24 septembre 2015, elle indique en ce qui concerne sa prétendue affinité avec Rand : « Quand je dis que j'ai aimé Ayn Rand il y a de nombreuses années, je ne savais rien à propos de ce qu'elle était ou ce que ses livres signifiaient. Je me rétracte ! » D'autres auteurs qu'elle mentionne comme inspirations comprennent Marcel Proust, Louis-Ferdinand Céline et Sylvia Plath.

## Discographie

### Album studios
- Mistake in Parting (2006, auto-produit)
- Soundtrack VHS/Gold (2010, Jeune Été Records)
- Soundtrack VHS II (2010, auto-produit)
- The Grime and the Glow (2010, Pendu Sound Recordings)
- Apokalypsis (2011, Pendu Sound Recordings)
- Unknown Rooms: A Collection of Acoustic Songs (2012, Sargent House)
- Pain Is Beauty (2013, Sargent House)
- Abyss (2015, Sargent House)
- Hiss Spun (2017, Sargent House)
- Birth of Violence (2019, Sargent House)
- She Reaches Out to She Reaches Out to She (2024, Loma Vista)

### Compilations & Live
- Live at Roadburn (2012, Roadburn Records)

### Singles & EPs
- Tour 2009, EP (2009, auto-produit)
- Advice & Vices, digital single (2010, Pendu Sound Recordings)
- A Tribute to Rudimentary Peni, EP (2012, Pendu Sound Recordings)
- Prayer for the Unborn, EP (2013, Southern Records)
- Sing Songs Together..., split 7" single avec King Dude (2013, Sargent House)
- Sing More Songs Together... split 7" single with King Dude (2014, Not Just Religious Music)
- The Warden (Maceo Plex Remix), digital single (2014, Ellum Audio)
- Iron Moon, digital single (2015, Sargent House)
- Carrion Flowers, digital single (2015, Sargent House)
- After the Fall, digital single (2015, Sargent House)
- Hypnos (2016, Sargent House)[38]

## Membres du groupe
- Chelsea Wolfe – chant, guitare
- Ben Chisholm - Keyboards
- Jess Gowrie - Drums
- Bryan Tulao – guitare

## Anciens membres du groupe
- Ben Chisholm – synthétiseur, basse, piano[39]
- Aurielle Zeitler – guitare solo
- Dylan Fujioka – batterie
- Andrea Calderon – violon
- Ezra Buchla – violin

## Clip musicaux
| Year | Song                | Director          |
| ---- | ------------------- | ----------------- |
| 2009 | Gold                | Brandon Schilling |
| 2009 | The Whys            | Jason Rudy        |
| 2011 | Mer                 | Zev Deans         |
| 2011 | Sunstorm            | Sean Stout        |
| 2013 | Flatlands           | Charlene Bagcal   |
| 2014 | Feral Love          | Mark Pellington   |
| 2014 | The Waves Have Come | Mark Pellington   |
| 2014 | Lone                | Mark Pellington   |
| 2014 | Kings               | Ben Chisholm      |
| 2015 | Carrion Flowers'    | Ben Chisholm      |
| 2016 | Hypnos              |                   |